# 2025計劃
2025年总统过渡计划（英語：2025 Presidential Transition Project）或名2025計劃，是由美國傳統基金會提出的一项倡议，旨在重塑美国联邦政府，并为當勞·特朗普于2024年美国总统选举当选的情况下巩固总统的行政权力。该倡议主张根据美國憲法第二條与行政權一元論，由美国总统直接管理各行政部门，并将数以万计的公务员以支持特朗普政策的人取而代之。倡议的支持者认为如此可以瓦解“庞大”、“不负责任”且大多为自由派组成的行政官僚系统，并为美国社会与政府注入基督教价值观。批评者批评该倡议“基督教民族主义”与“威权主义”，皆在将美国领向独裁。许多法律专家则认为该倡议会破坏美国的法治、權力分立与政教分离原则，损害公民自由。